# FC-NOTE
FC-NOTE（エフシーノート）とは、日本電気（NEC）が発売しているノートパソコンのシリーズ名。FCとはファクトリコンピュータの略。2004年10月に発売された「FC-N11F」を初代とする。
文字通り、工場などの過酷な環境下で使用するために作られたノートパソコンである。IP54準拠の防滴・防塵試験や落下・振動・衝撃試験をクリアしているという。Windows XPだけでなく、Linuxもサポートしているのが特徴である。
フィールドワーク向けノートPC市場を構成しているのは世界的に見ても本シリーズとパナソニック コネクトの『TOUGHBOOK』シリーズぐらいである。本市場は世界的にはTOUGHBOOKの独擅場と化しており、FC-NOTEがライバルとなりうるのかはこれからの評価であろう。

## 最新モデル（2011年11月現在）
- FC-N22G 「Shield PRO」：Intel Core i7 660UE 1.33GHz (インテル(R) ターボブースト・テクノロジー利用時は最大2.40GHz)、OSはWindows 7 ProまたはXP Proのいずれかを搭載。なおいずれの場合も、プリインストールOSは32ビット版である一方、英語版OSの選択も可能である（この場合キーボードは英語仕様となる）。